# Tmesisternus sexmaculatus
Tmesisternus sexmaculatus är en skalbaggsart som beskrevs av Stefan von Breuning och De Jong 1941. Tmesisternus sexmaculatus ingår i släktet Tmesisternus och familjen långhorningar.
Artens utbredningsområde är Irian Jaya. Inga underarter finns listade i Catalogue of Life.